# Pelmá
Pelmá is een plaats (freguesia) in de Portugese gemeente Alvaiázere en telt 986 inwoners (2001).